# 爱德华·约翰·史密斯
愛德華·約翰·史密斯 RD（英語：Edward John Smith，1850年1月27日—1912年4月15日）是英格兰船長，也是泰坦尼克号远洋班轮船長、英國商船隊軍官和英國皇家海軍後備隊上校。他曾擔任眾多白星航運旗下船隻的船長，因為他的可靠性聲譽，使富人經常指定搭乘他統率的船隻，有「百萬富翁的船長」之稱。他也是鐵達尼號的船長，並隨著這艘船在处女航中沉沒時死亡，遺體從未尋獲。
史密斯13歲時就加入英國商船隊，開始航海生涯。在獲得航海長證書後，他進入了英國公司白星航運。他很快就獲得晉升。他的第一次任職是凱爾特號的四副，之後開始擔任眾多白星航運船隻的船長，包括至尊號（他指揮了9年），並在乘客中建立了廣泛的優良聲譽。
1904年，史密斯成為白星航運的艦隊隊長，並負責統率旗下的旗艦級船隻。他成功指揮了波羅的號、亞得里亞號和奥林匹克号。1912年，他擔任鐵達尼號首航的船長，1912年4月15日撞上冰山並沉沒；在鐵達尼號沉沒事故中，總共有1,514人死亡，其中包括史密斯。由於史密斯在逆境中的堅忍和堅韌，成為英國「堅定不移」精神和紀律的象徵。

## 早年生活
1850年1月27日，愛德華·約翰·史密斯出生於英格蘭斯塔福德郡史篤城，他是陶工愛德華·史密斯（Edward Smith）和凱瑟琳·漢考克的孩子。他的父母後來開了一家雜貨店。史密斯在伊特魯里亞上學。13歲時，他離開學校並成為操作蒸汽錘的學徒。1867年，17歲時，與他的同父異母兄弟約瑟夫·漢考克（Joseph Hancock）前往利物浦，漢考克是一艘帆船上的船長。史密斯在那裡加入吉普森公司（Gibson & Co），並在參議員韋伯號（Senator Weber）擔任航海學徒。

## 婚姻與女兒
1887年1月13日，史密斯在蘭開夏郡的聖奧斯瓦爾德教堂（St Oswald's Church）與莎拉·愛蓮娜·彭寧頓（Sarah Eleanor Pennington）結婚。他們的女兒海倫·梅爾維爾·史密斯（Helen Melville Smith）於1898年4月2日出生在默西塞德郡。這個家庭住在南安普頓海菲爾德的一座華麗紅磚房裡。

## 海事生涯

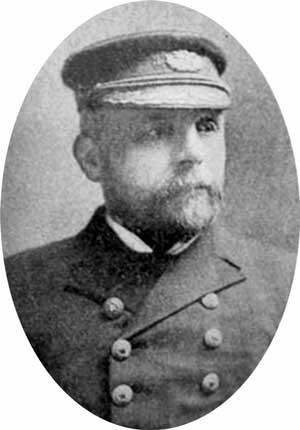
1895年的史密斯。

### 早年統率
1880年3月，史密斯加入白星航運公司，擔任凱爾特號的四副。航行於澳大利亞和美國紐約市，他在這個時期迅速晉升。1887年，他首度成為船長，統率共和國號。1888年，史密斯獲得高級航海長證書，並加入了皇家海軍後備隊，獲得上尉軍銜，這代表在戰爭時期他需要在英國皇家海軍服役。1905年，史密斯從皇家海軍後備隊退役，軍銜是上校。他統率的船隻能夠懸掛象徵皇家海軍的藍船旗，而大多數商船只能懸掛紅船旗。

### 高級統率
1895年開始的9年期間，史密斯擔任至尊號的船長。1899年，第二次波耳戰爭爆發，英國政府派遣至尊號將部隊運送到開普殖民地。史密斯兩次前往南非，這兩次都沒有發生事故。1903年，為了獎勵他的貢獻，英國國王愛德華七世授予他運輸獎章。史密斯還獲得了「安全船長」的非正式頭銜。隨著他的資歷越來越高，他在乘客中取得了極高聲望和追隨者，其中一些富人只搭乘他指揮的船橫渡大西洋。史密斯開始有了「百萬富翁的船長」美譽。他也一直受到白星航運的高度尊重，從1904年起，白星航運推出的最新船隻，每次首航都是交給史密斯指揮。1904年，他統率了當時世界上最大的船隻——波羅的號。1904年6月29日，這艘船從利物浦首航到紐約，沒有發生任何事故。指揮波羅的號三年後，白星航運推出新旗艦——亞得里亞號。再一次，首航沒有發生任何事故。在他指揮亞得里亞號期間，史密斯獲得皇家海軍預備役軍官長期服役獎章。

### 擔任奧林匹克號船長

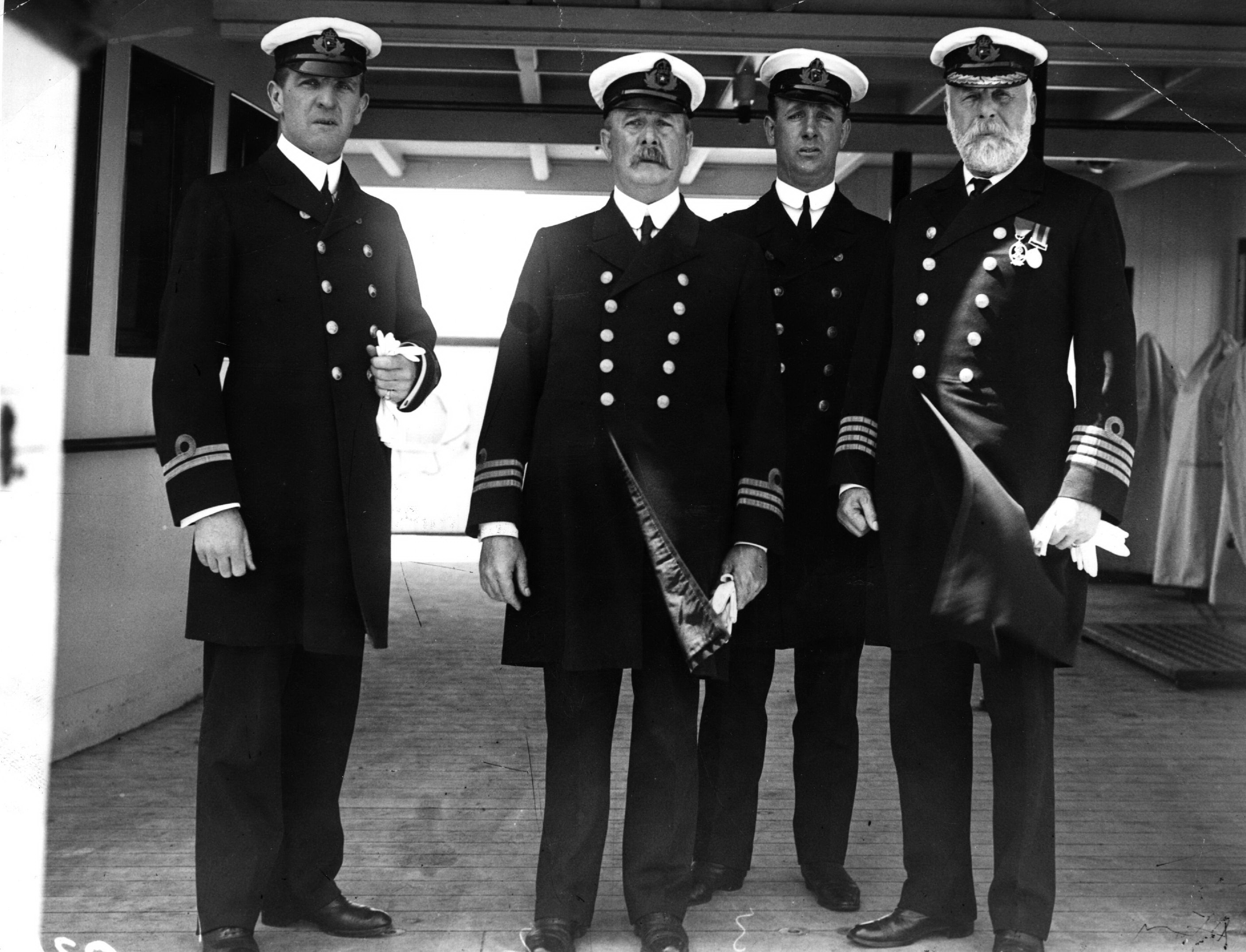
奧林匹克號海官合影，最右是史密斯，最左是威廉·默多克。

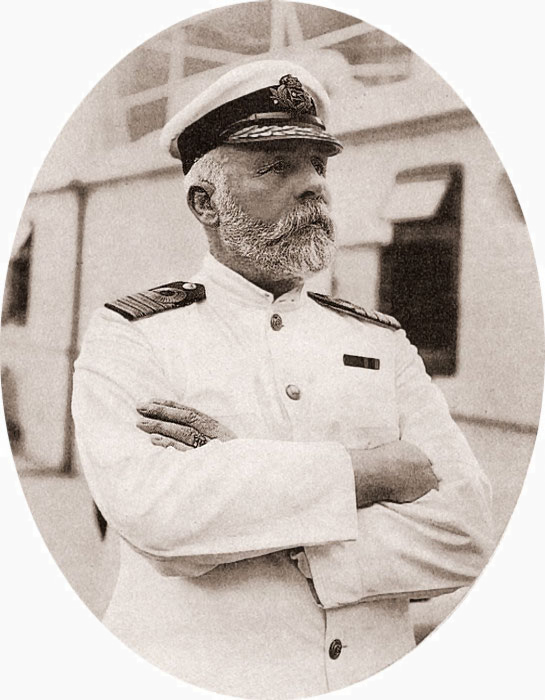
1911年指揮奧林匹克號時的史密斯。

身為世界上最有經驗的船長之一，白星航運委任史密斯指揮新旗艦——奧林匹克號——當時也是世界上最大的船隻。從南安普敦到紐約的首航於1911年6月21日順利完成，但該船在紐約港停靠時發生一起小事故。在港口導航員的指令下，奧林匹克號正要停泊在59號碼頭，12艘拖船正幫助它入港，其中一艘拖船被奧林匹克號右舷螺旋槳的尾流影響，因此失控碰撞，並一度無法脫身。經過一番努力後，奧林匹克號終於進到碼頭。

### 霍克號事故
1911年9月20日，第五次出航的奧林匹克號發生第一次重大事故，這艘史無前例的巨船在港口附近產生了伯努利定律，防護巡洋艦霍克號因此無力閃避，失控撞上奧林匹克號的船尾，軍艦的船首全毀、幾乎翻船。撞擊事件導致奧林匹克號的兩個水密艙室被海水填滿，而且其中一個螺旋槳傳動軸扭曲，但她還是能夠航行回到南安普敦港。在霍克號事故的調查結果中，英國皇家海軍將肇事責任全部歸咎於奧林匹克號。多年後人們才明白，奧林匹克號巨大船體的尺寸產生了船吸現象，將霍克號拉到她的身邊。事件發生時，史密斯正在艦橋指揮。
霍克號事故對白星航運來說是一場金融災難，奧林匹克號無法載客服務，使事情變得更糟。受損的奧林匹克號返回貝爾法斯特，為了加快維修，哈蘭德與沃爾夫造船廠只能推遲鐵達尼號的完工，以便將她的一個螺旋槳傳動軸和其他零件用來修理奧林匹克號。1912年2月，奧林匹克號修復完成，回到海上營運，結果又丟失了螺旋槳葉片，再次返回造船廠進行緊急維修。為了讓她立即恢復服務，造船廠不得不再次從鐵達尼號中拆下零件來用。鐵達尼號的首航因此從3月20日延遲到4月10日。

### 擔任鐵達尼號船長
儘管過去遇到了麻煩，白星航運再次任命史密斯擔任最新旗艦的指揮官，擔任鐵達尼號首航的船長。有些消息來源表示他已經決定在完成鐵達尼號首的首航後退休；而1912年4月9日《哈利法克斯晨報》中的一篇文章指出，史密斯將繼續指揮鐵達尼號，「直到該公司（白星航運）推出更大更優秀的旗艦船」。
1912年4月10日，戴著圓頂硬禮帽、穿著長大衣的史密斯乘坐計程車從他的家到南安普敦港碼頭。早上7時，他登上鐵達尼號，為上午8時的英國貿易委員會安全檢查做準備。他立即前往他在艦橋後方的辦公室，聽取大副亨利·魏爾德的航行報告。當天12時，鐵達尼號正式離港啟航，但是片刻之間又產生了伯努利定律，大量水流將一旁的紐約號舉起，從繫泊處突然失控轉向鐵達尼號。這兩艘船最終以大約1.2公尺的微小間距躲開了碰撞意外。這起事件延遲了首航時間，史密斯下令迅速進行一次檢查，大約一個小時後才重啟發動機出航。

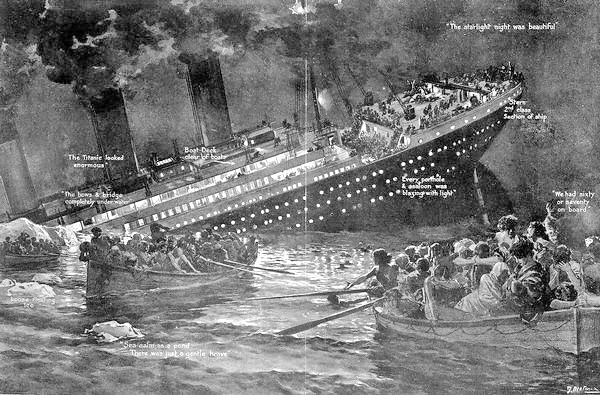
1912年4月鐵達尼號沉沒的插圖。

航行的前四天沒有發生任何事故，在此期間，史密斯通常在自己寢室裡或船員餐廳用餐，他有一位專屬服務員詹姆斯·亞瑟·潘廷（James Arthur Paintin）。4月14日晚間，史密斯參加了由頭等艙乘客喬治·鄧頓·懷德納（George Dunton Widener）及其家人為他舉行的晚宴。不過因為白天收到冰山警告，史密斯可能有所擔心，他早早就離席前往了艦橋。二副查爾斯·萊托勒與史密斯曾討論氣溫驟降，史密斯告訴萊托勒，如果他有所擔心就立即通知。然後他回到寢室睡覺。23時40分，鐵達尼號撞上冰山，史密斯被震動驚醒，衝到艦橋。一副威廉·默多克告知史密斯這艘船剛剛與冰山相撞。他很快就發現這艘船嚴重受損；史密斯和總設計師湯瑪斯·安德魯斯進行快速檢查後，安德魯斯報告稱，船上前五個水密艙室都已被破壞，鐵達尼號將在兩小時內下沉，他立刻下令準備救生艇。在疏散過程中，史密斯意識到所有乘客和船員都沒有足夠的救生艇，他們竭盡全力防止恐慌並儘力協助疏散。頭等艙乘客加拿大皇家遊艇俱樂部少校亞瑟·戈弗雷·普烏欽表示：「他正竭盡全力讓女性進入這些救生艇，並看到她們被妥善降下。我認為他正在履行降下救生艇的職責」。另一位頭等艙乘客羅伯特·威廉·丹尼爾也說：
| “ | 史密斯船長是我見過的最偉大的英雄。他站在艦橋上，用擴音器喊叫，試圖讓人們聽見他說話。 | ” |

在鐵達尼號開始劇烈下沉之前幾分鐘，史密斯仍在忙著通知鐵達尼號船員「各自逃命」的命令，他去了馬可尼電報室，告訴電報員傑克·菲利浦和哈羅德·布萊德「各自逃命」。然後，他到小艇甲板進行了最後一次巡視，告訴船員：「現在各自逃命吧！」。4月15日2時10分，餐廳服務員愛德華·布朗（Edward Brown）看到船長手裡拿著擴音器接近，然後聽到他說：「好孩子們，為女人和小孩盡力而為，自己照顧自己」。接著，他看到船長獨自走到艦橋。這是史密斯最後一次可靠的行蹤報告。幾分鐘後，司燈山繆·歐內斯特·海明（Samuel Ernest Hemming）發現艦橋似乎沒人了。五分鐘後，鐵達尼號消失、沉入海底，那天晚上史密斯和大約1,500人一起葬身大海，他的遺體從未尋獲。

## 死亡
史密斯的最終命運並不明確，因為他的死亡紀錄存在矛盾。一些生還者表示，他們看見史密斯進入艦橋操舵室，並在沉沒時淹死在裡面。1912年4月19日的《紐約先驅報》引用了頭等艙乘客羅伯特·威廉·丹尼爾的說法，他表示在船沉沒之前，目睹史密斯淹死在艦橋操舵室裡：
| “ | 我看到史密斯船長在艦橋上。我的眼睛緊緊盯著他看。我跳下的甲板沉浸在海水裡。水緩緩上升，淹到艦橋的地板上。然後淹到史密斯船長的腰部。我就再也看不見他了。他像個英雄一樣死去。 | ” |

史密斯在生前發表過聲明，暗示如果他遇到災難，他會跟著船沉沒。他的一位朋友威廉姆斯博士曾向他問道，如果亞得里亞號撞到隱藏的冰礁並嚴重受損，將會發生什麼。史密斯的答覆是「我們中的一些人會隨船觸底」。他另一位少年時期的朋友威廉·瓊斯（William Jones）說：「史密斯就像他本來喜歡的那樣去世了。站在艦橋上和他的船一起沉下去，就是他會做的事。當我們還是男孩的時候我就知道了」。由於這些因素以及史密斯進入操舵室的說法，這一直是史密斯流傳給世人的標誌性形象，並且已經有許多電影描寫、延續下去。
初級電報員哈羅德·布萊德表示，他在努力解開B折疊艇時，看到史密斯船長從艦橋跳入海水中，就像B折疊艇從海官起居艙的頂部掉下去一樣，這個說法得到一些頭等艙乘客的證實，例如愛蓮娜·懷德納，當時她在4號救生艇（最靠近沉船）。還有在A折疊艇上倖存下來的二等艙乘客威廉·約翰·梅洛斯（William John Mellors），他說史密斯從艦橋上跳下來。《101個對鐵達尼號的誤解》作者、歷史學家提姆·馬丁證實，上述證人「可能在這裡錯誤的將二副萊托勒誤認為是史密斯船長，我們都知道那時後萊托勒也正跳入水中，他首先要向桅杆瞭望台游去」。
有幾個生還者表示，在沉沒期間或之後可能已經在B折疊艇附近的水中看到史密斯。阿奇博·格雷西四世報告說，一名身份不明的落海者游到翻面和非常擁擠的B折疊艇附近，B折疊艇上的一名男子告訴落海者：「堅持住你能抓到的東西，老傢伙。你們如果再有一個人上去，會把我們全部弄翻」，游泳的落海者用強兒有力的嗓門回答說：「好吧，祝你們好運，上帝保佑你們」。格雷西沒有看到這個男人，也沒有認出他是誰，但其他一些生還者後來表示，已經認出這個人是史密斯。另一名男子（或可能是同一名男子）從未要求爬上折疊艇，而是以「有權威感的聲音」對著上面的人歡呼其居住者說：「好孩子！好傢伙們！」。另一名B折疊艇生還者——生火員／加煤工沃爾特·赫斯特（Walter Hurst）試圖用槳將這位落海者拉到他身邊，但海浪迅速升起，在他能夠接觸到落海者之前就消失了。赫斯特表示，他確信這個人是史密斯。
一些證詞也描述了史密斯幫助一個孩子登上救生艇。生火員／加煤工哈利·西尼爾（Harry Senior）與二等艙乘客查爾斯·尤金·威廉斯（Charles Eugene Williams）都說，史密斯抱著一個小孩，游到B折疊艇附近，當史密斯將小孩傳遞給一位服務員後，顯然遊回了快速沉沒的鐵達尼號。威廉斯的證詞有些不同，他表示在史密斯把孩子交給服務員後，他問到了一副默多克的情況。在聽到默多克死亡的消息後，史密斯「將自己從救生艇上推開，將救生衣從他身上脫了下來，慢慢從我們的視線中沉沒。他沒有再次浮出水面」。然而根據紀錄片《鐵達尼號：完整故事》中歷史學家的說法，這些說法幾乎肯定是偽造的。同樣也在B折疊艇倖存下來的二副萊托勒從未報告過在水中看到史密斯，也沒說過有人從他那裡接過一個孩子。在如此昏暗和混亂的情況下，B折疊艇的生還者也無法核實有關個人的身份。更有可能基於一廂情願的想法，使他們以為看到的人是船長。因此仍無法確定史密斯身故之前的最後情況。
多年來，史密斯所說的遺言也有相互矛盾的說法。報紙報導稱，隨著最後的劇烈下沉開始，史密斯呼籲船上的人「當個堂堂正正的英國男孩，當個堂堂正正的英國人！」。雖然這段話刻在他的紀念碑上，並在1996年的《鐵達尼號》電視劇中描寫過，但它是英國媒體普及的一個神話。如果史密斯曾對任何人說過這些話，那應該是說給船員聽的，但是沒有任何一個生還船員證實史密斯說過這句話。特別是最後一次可靠的行蹤報告是由餐廳服務員愛德華·布朗提供，他證實史密斯最後講的話是「好孩子們，為女人和小孩盡力而為，自己照顧自己」。

## 遺產

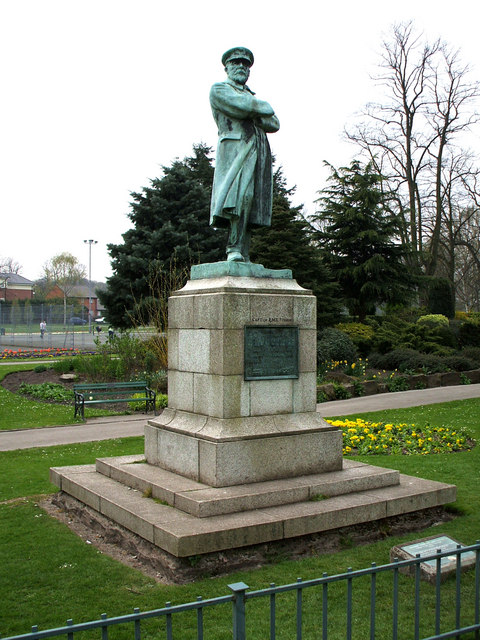
位於英格蘭利奇菲爾德燈塔公園的史密斯船長雕像。

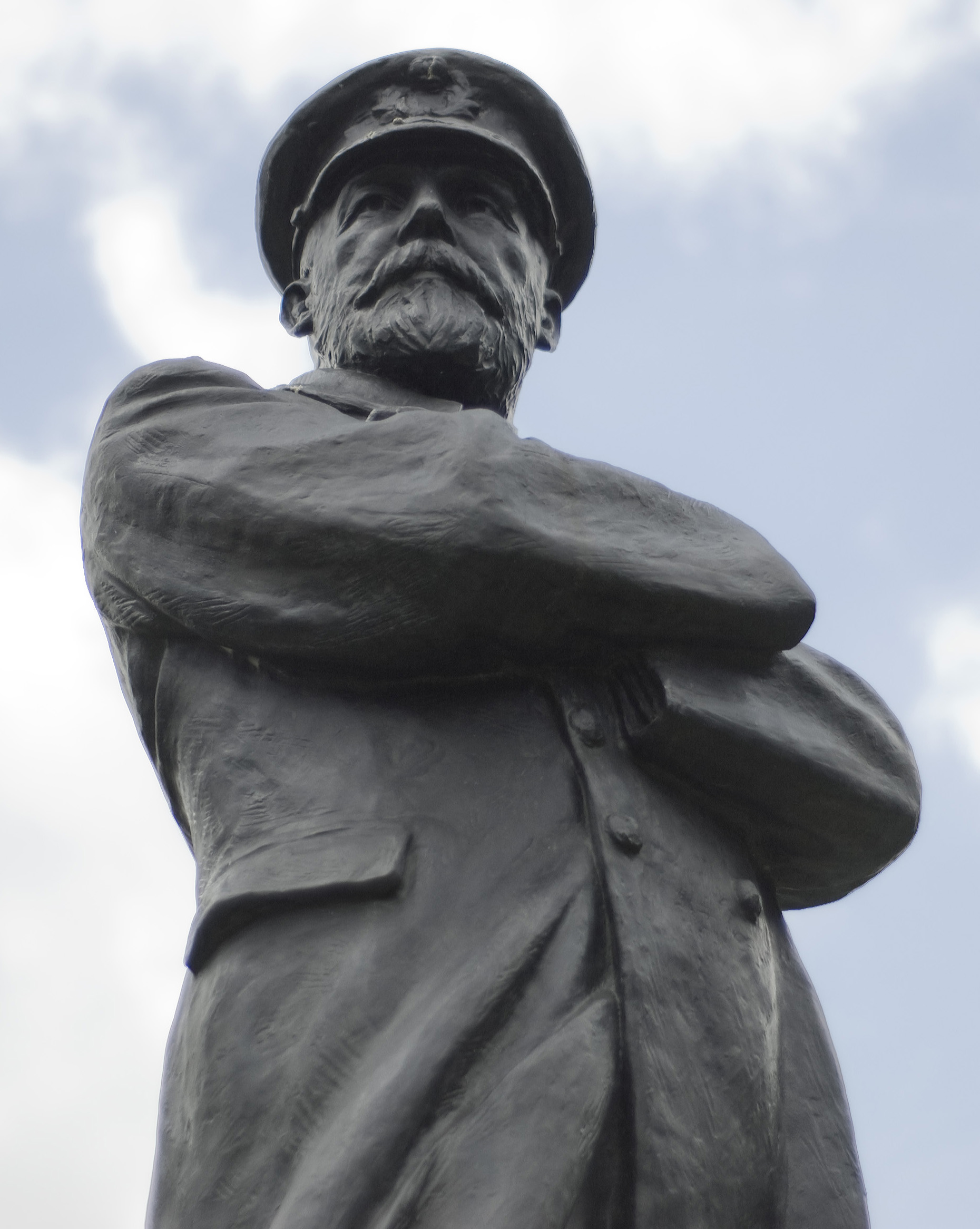
雕像細節。

1914年7月，一尊由雕塑家凱瑟琳·史考特（海軍軍官羅伯特·史考特之妻）雕刻的史密斯船長紀念雕像，在利奇菲爾德燈塔公園博物館花園的西端揭幕，基座由康沃爾花崗岩製成，人像是青銅材質。由於史密斯是斯塔福德郡人，教區中心為利奇菲爾德，所以選為紀念碑的所在地。這座雕像購過國家和當地公眾募款籌集資金，花費740英鎊建造。
對於他「堅定不移」的精神、自律、堅韌和面對逆境時保持冷靜的品格，流行文化透過描寫史密斯來呈現出英國人的性格特徵，他的紀念雕像下面有一塊牌匾陳述：
| 英國皇家郵輪鐵達尼號船長 |
| 英國皇家海軍上校 愛德華·約翰·史密斯，R.D.，R.N.R. 生於1850年1月27日 死於1912年4月15日 遺贈給他的國家同胞 一個偉大心智的記憶和例證 勇敢的一生和英雄的死亡 「當個堂堂正正的英國人」 |

2010年，作為「人民公園」計劃的一部分，修復了這座雕像，耗資16,000英鎊清除青銅表面的綠銹。2011年，一場運動呼籲讓該雕像搬回史密斯的家鄉漢利，但是沒有成功。漢利市政廳舉行了紀念史密斯活動，上面有一塊牌匾：
| 本牌匾致力於紀念 指揮官 愛德華·約翰·史密斯，R.D.，R.N.R. 1850年1月27日出生於漢利 1912年4月15日在海上去世 「當個堂堂正正的英國人」 在指揮白星航運鐵達尼號時 那艘大船在夜間撞上了大西洋的冰山 迅速沉沒 幾乎所有人都在船上 史密斯船長做了所有人 為了乘客和船員的安全所做的事情 他們仍然在沉船上堅守崗位直到最後 他給船員的最後一個命令是 「當個堂堂正正的英國人」 |

該牌匾於1961年拆除，送往當地一所學校。1978年重新安裝在市政廳的建築物內部。位於史篤城的英國啤酒生產商鐵達尼啤酒廠是為了紀念史密斯。

## 獎章
身為皇家海軍後備隊的成員，史密斯穿著制服時會配戴兩件勳表——
  皇家海軍預備役軍官長期服役獎章
  運輸獎章

## 家庭
史密斯的母親凱瑟琳·漢考克（Catherine Hancock）住在柴郡朗科恩，她於1893年在那裡去世。史密斯的同父異母妹妹泰瑞莎（Thyrza）於1921年去世。1931年，他的遺孀莎拉·愛蓮娜·史密斯（Sarah Eleanor Smith）在倫敦被一輛計程車撞死。他們的女兒海倫·梅爾維爾·史密斯（Helen Melville Smith）結婚並生下了雙胞胎——西蒙（Simon）和普里西拉（Priscilla）。西蒙是英國皇家空軍的飛行員，在第二次世界大戰中喪生。三年後，普里西拉死於小兒麻痺症；他們都沒有孩子。海倫於1973年去世。

## 文化描寫
- 奧托·維爾尼克（英语：Otto Wernicke）（1943年）——《鐵達尼號》（電影）
- 布萊恩·阿內（英语：Brian Aherne）（1953年）——《鐵達尼號》（電影）
- 克拉倫斯·德爾文特（英语：Clarence Derwent）（1956年）——《卡夫電視劇場（英语：Kraft Television Theatre）》：「此夜永難忘」（電視劇）
- 勞倫斯·奈史密斯（英语：Laurence Naismith）（1958年）——《此夜永難忘》（電影）
- 麥可·連尼（英语：Michael Rennie）（1966年）——《時間隧道》：「昨日之約」（電視劇）（替代為馬爾科姆·史密斯船長[47]）
- 亨利·安德魯斯（英语：Harry Andrews）（1979年）——《鐵達尼號遇難記（英语：S.O.S. Titanic）》（電視劇）
- 休伊·雷利（英语：Hugh Reilly）（1982年）——《航海家！（英语：Voyagers!）》單集「鐵達尼號的航海家」（電視劇）
- 喬治·坎貝爾·史考特（1996年）——《鐵達尼號》（電視劇）
- 約翰·坎寧安（英语：John Cunningham）（1997年）——《鐵達尼號（英语：Titanic (musical)）》（百老匯音樂劇）
- 伯納·希爾 (1997年)——《鐵達尼號》（電影）
- 肯尼斯·貝爾頓（英语：Kenneth Belton）（2001年）——《鐵達尼童話之旅（英语：Titanic: The Legend Goes On）》（動畫電影）
- 約翰・多諾萬（英语：John Donovan）（2003年）——《深淵遊魂（英语：Ghosts of the Abyss）》（紀錄片）
- 亞倫·羅斯威爾（英语：Alan Rothwell）（2005年）——《鐵達尼號：一個神話的誕生》（電視紀錄片）
- 馬爾科姆·蒂爾尼（2008年）——《永不沉沒的鐵達尼號》（電視紀錄片）
- 克里斯蒂安·羅德斯卡（英语：Christian Rodska）（2011年）——《絕對好奇：是什麼擊沉鐵達尼號？》（電視劇）
- 大衛・卡爾德（英语：David Calder (actor)）（2012年）——《鐵達尼號（英语：Titanic (2012 miniseries)）》（電視劇）

## 延伸閱讀
- Titanic Captain: The Life of Edward John Smith, G.J. Cooper ISBN 978-0-7524-6072-7, The History Press Ltd, 2011

## 外部連結
- One of Stoke-on-Trent Museums' Local Heroes
- Captain Smith on Titanic-Titanic.com
- 在Find a Grave上的爱德华·约翰·史密斯